# Gianpaolo Mondini
Gianpaolo Mondini, nascido a 15 de julho de 1972 em Faenza, é um ciclista italiano, que foi profissional de 1996 a 2003.
Durante o Giro d'Italia de 2001 quando militava nas fileiras do Mercatone Uno, num registo lhe encontram produtos dopantes (EPO, Hormona do crescimento) na sua habitação do hotel. No ano seguinte admite ter tomado estas substâncias e foi suspenso durante 9 meses.

## Palmarés
| - 1996 - 1 etapa da Volta à Polónia - 1997 - Volta a Suécia, mais 1 etapa - 1 etapa do Circuit des Mines - 1998 - Grande Prêmio Indústria e Commercio Artigianato Carnaghese - 1999 - 1 etapa da Volta à Polónia - 1 etapa do Tour do Japão - 1 etapa do Tour de France | - 2000 - Circuit de l'Escaut - 2003 - Campeonato da Itália Contrarrelógio |

## Resultados em Grandes Voltas e Campeonatos do Mundo
| Carreira           | 1996 | 1997 | 1998 | 1999 | 2000  | 2001 | 2002 | 2003  |
| ------------------ | ---- | ---- | ---- | ---- | ----- | ---- | ---- | ----- |
| Giro d'Italia      | -    | 67.º | -    | -    | 109.º | 74.º | -    | Ab.   |
| Tour de France     | -    | -    | -    | 81.º | -     | -    | -    | -     |
| Volta a Espanha    | -    | -    | -    | -    | -     | -    | -    | 131.º |
| Mundial em Estrada | -    | -    | -    | -    | -     | -    | -    | -     |

-: não participa 

Ab.: abandono